# 평민
평민(平民)은 신분제 사회에서 지배 계급이 아닌 사람을 뜻하는 말이다. 한국사에서는 국민(國民), 양인(良人), 양민(良民) 등으로도 불렸다.

## 의미
평민은 귀족과 달리 피지배계급이었으나 경제활동의 주체로서 스스로의 재산을 인정받았다는 점에서 노예와 구별되고, 국가의 주요 구성원으로 인정되었다는 점에서 사회적 멸시의 대상이었던 천민과 구별된다.

## 역사

### 고대 사회
고대 그리스의 평민이었던 플레브스들은 자유인으로 불렸으며 노예와 엄격히 구분되었다. 그들은 재산권, 참정권과 같은 권리와 동시에 전쟁 참여와 같은 의무를 지켜야 했다. 로마 제국에서는 이러한 평민의 권리가 12표법과 같은 성문법으로 명시되기도 하였다.
춘추시대와 같은 고대 중국에서는 국가 구성원 모두를 군주의 신하인 ‘신민’(臣民)으로 보았다. 그 때문에 그들의 권리는 고대 그리스 등에 비해 제한적이었다. 그러나 당시의 평민 출신의 거상인 여불위의 경우처럼 평민의 재산권과 권리가 인정되었다.
한국의 경우 고조선의 8조법 등에서 ‘남의 물건을 훔친 자는 데려다 노비로 삼는다’는 구절이 있어, 당시 사유 재산에 대한 인정과 노비 제도가 있었다는 것을 알 수 있으므로, 평민 신분 역시 있었을 것으로 추측된다. 삼국 시대에는 귀족, 평민, 천민의 신분이 있었고 신라는 골품제라는 엄격한 신분제를 실시하였다.

### 중세 및 근세 사회
유럽의 중세에서 평민은 프랑스의 삼부회에서 보여지듯 귀족과 성직자가 아닌 신분을 의미했다.
중국은 송나라 시대에 과거제도를 도입한 후 과거를 통해서 관리를 선발하였다. 이로써 왕족을 제외한 사회 구성원의 신분을 양민과 천민으로 구분짓는 양천제가 성립되었다. 즉, 양인은 공민이자 자유민으로서 관직에 나아갈 수 있는 권리와 교육, 결혼등의 자유를 누리는 한편, 국가에 부세를 납부할 의무를 갖는다. 한국에서 이러한 양천제는 고려 초기에 도입되어 조선에서도 받아들여졌다. 조선 시대에는 양인이면 누구나 과거에 응시할 자격이 주어졌으나 실제 사회상은 보다 세분화된 신분제 사회를 형성하였다는 주장이 있어 왔으나, 실제로는 과거합격자의 36%가량이 상민출신일 정도로 역동적인 사회였다. 백정, 노비와 같은 천민 이외는 모두 법률상 양인이었으나, 실제 과거에 응시하여 고위직 관리가 되는 양반, 각종 전문직과 하급관리 향리의 역할을 담당한 중인에 비하여 일반적으로 양인이라 불린 평민은 대개 농업에 종사하였으며 조세와 군역의 대상이었다. 보부상과 같은 상인 역시 양인의 신분이었다.

### 근대 사회
근대에 이르러 신분 제도가 철폐되면서 귀족과 평민, 천민의 차별은 대부분의 국가에서 더 이상 존재하지 않는다. 그러나 인도의 카스트와 같이 여전히 신분적 차별이 존재하는 국가도 존재한다.

### 현대 사회
현대에는 신분 제도가 없으나, 권력이 없는 사람을 주로 평민이라고 한다. 대부분의 일게 국민들이 이에 해당한다.

## 같이 보기
- 인민
- 대중
- 민중
- 군중